# Grevo
Grevo (Gréf in dialetto camuno) è una frazione del comune di Cedegolo.

## Geografia fisica

### Clima
Situato nella zona climatica (D) nella classificazione dei climi italiani, il paese di Grevo presenta un clima freddo delle medie latitudini: Il mese più freddo ha una temperatura inferiore a -3 °C. La temperatura media del mese più caldo è superiore a 10 °C.

### Territorio
L'abitato di Grevo si trova a mezza costa a sud dell'abitato di Cedegolo, di fronte alla frazione di Novelle di Sellero.

## Storia
L'abitato di Grevo ha una storia molto più antica del comune del quale oggi è frazione, Cedegolo.
Ritrovamenti preistorici di petroglifi quali coppelle ma anche reperti di arte figurativa confermano la presenza umana già nell'età del rame
L'8 aprile 1299 i consoli della vicinia di Grevo si recano a Cemmo dove è presente Cazoino da Capriolo, camerario del vescovo di Brescia Berardo Maggi. Qui giurano secondo la formula consueta fedeltà al vescovo, e pagano la decima dovuta.
Nel medioevo il paese appoggiò la fazione guelfa a supporto della famiglia Antonioli.
Nel 1600, essendo la Val Camonica sotto il controllo della Repubblica di Venezia, Grevo perde pian piano importanza a favore di Cedegolo, paese più a valle, ricco di forni fusori per il commercio del ferro.
Il 18 marzo 1927 in Gazzetta Ufficiale si pubblica il decreto che autorizza il trasferimento del comune da Grevo a Cedegolo.

## Monumenti e luoghi d'interesse

### Architetture religiose
- Parrocchiale dedicata a San Filastrio: costruita nel 1400 ed ampliata nel 1613, gli affreschi sono settecenteschi.
- Chiesetta di San Floriano: XV secolo, immersa fra i castagni. Contiene affreschi del 1500-1600

## Società

### Tradizioni e folclore
Gli scütüm sono nei dialetti camuni dei soprannomi o nomiglioli, a volte personali, altre indicanti tratti caratteristici di una comunità. Quello che contraddistingue gli abitanti di Grevo è Pèrsec (pesche), Cospì, Curtilì.

## Galleria d'immagini

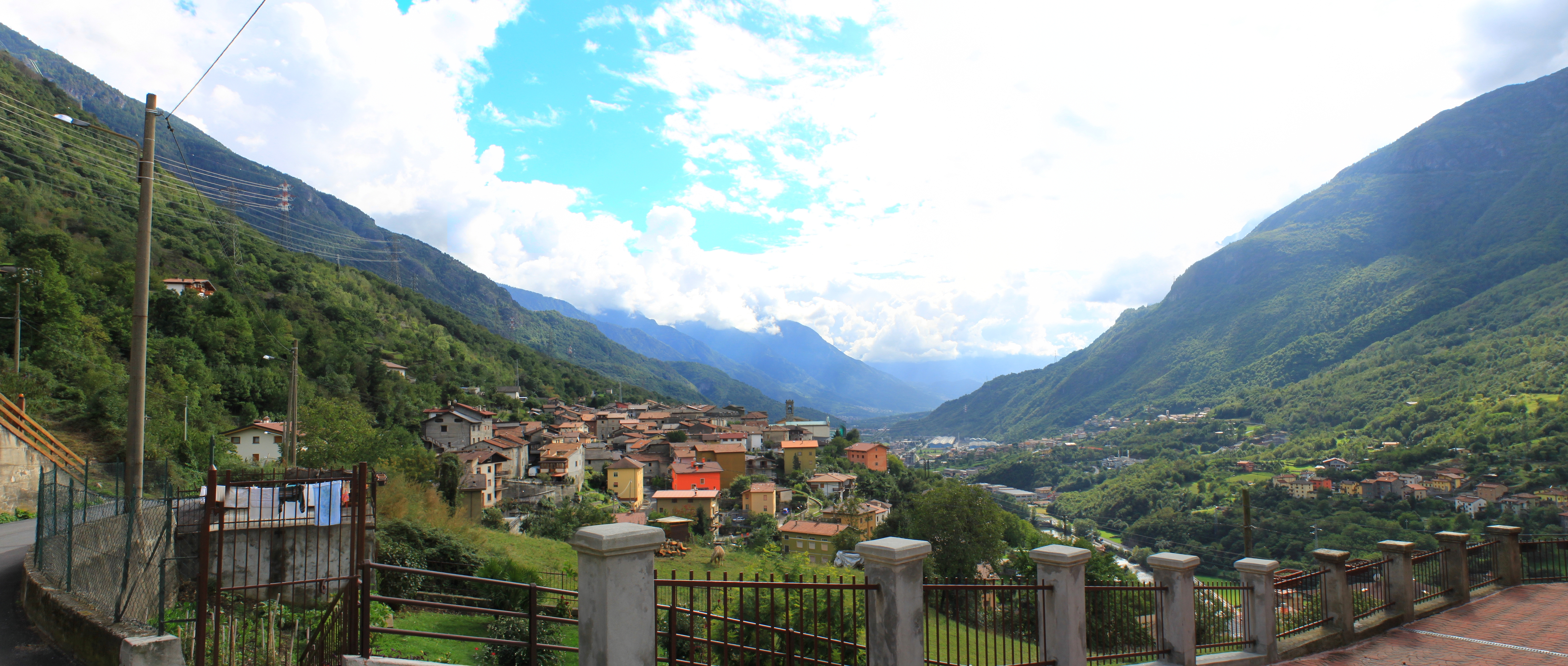
Panorama
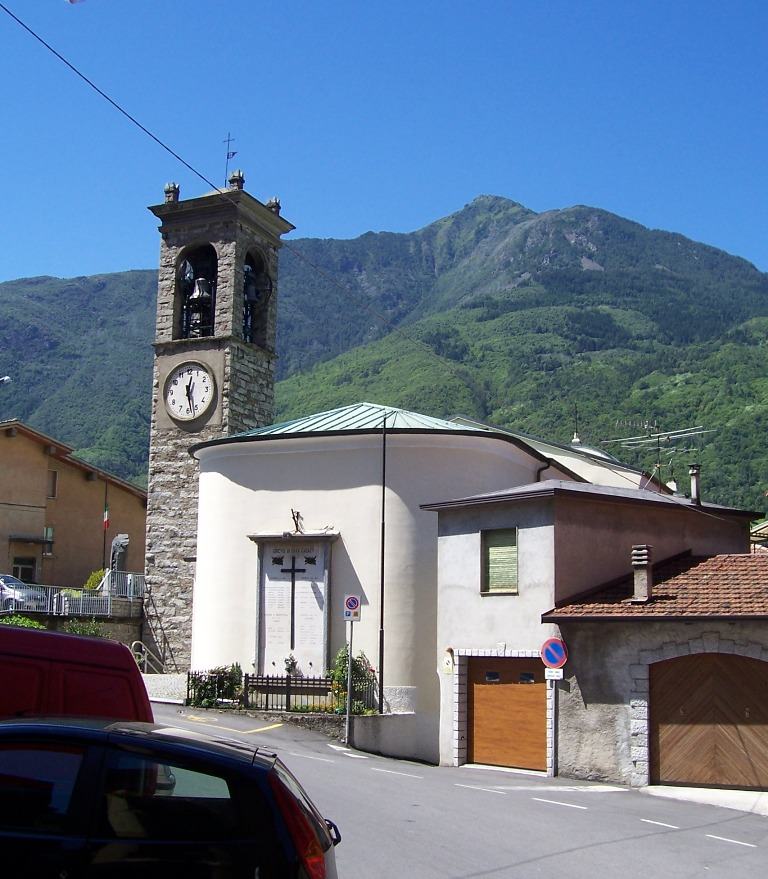
Parrocchiale di San Filastrio
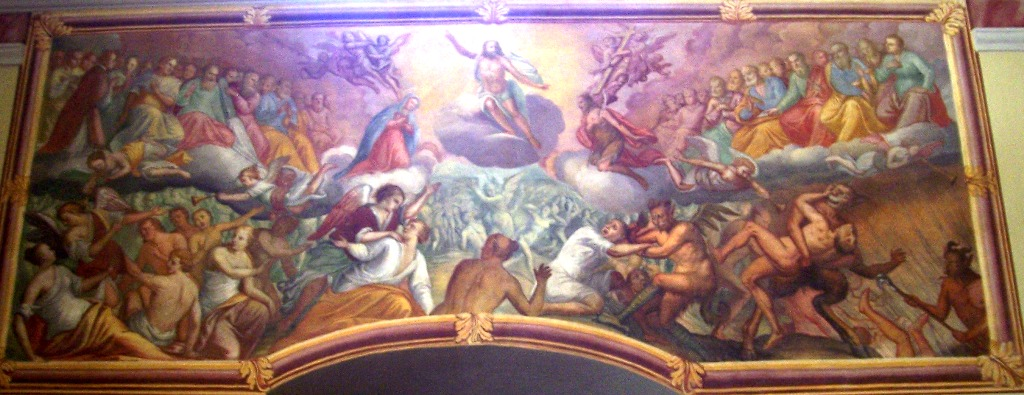
Affresco in San Filastrio
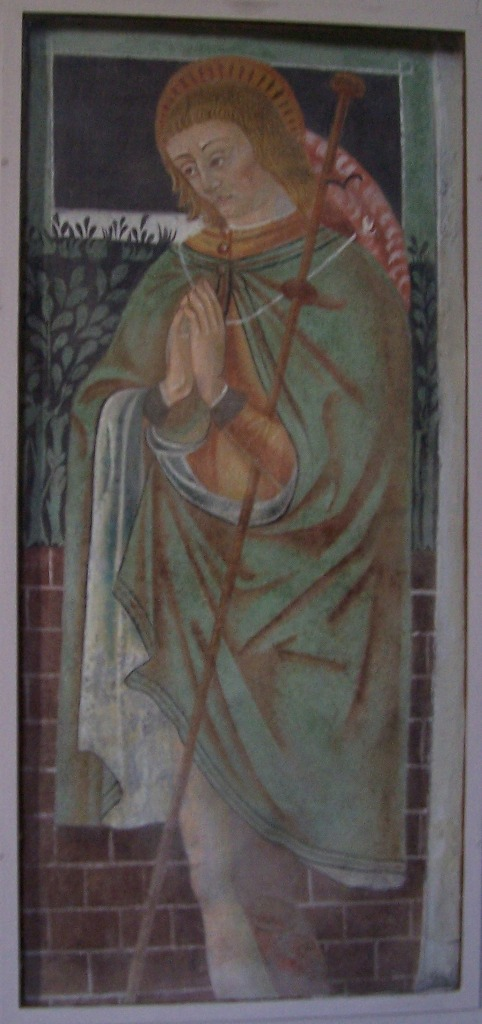
Affresco in San Filastrio
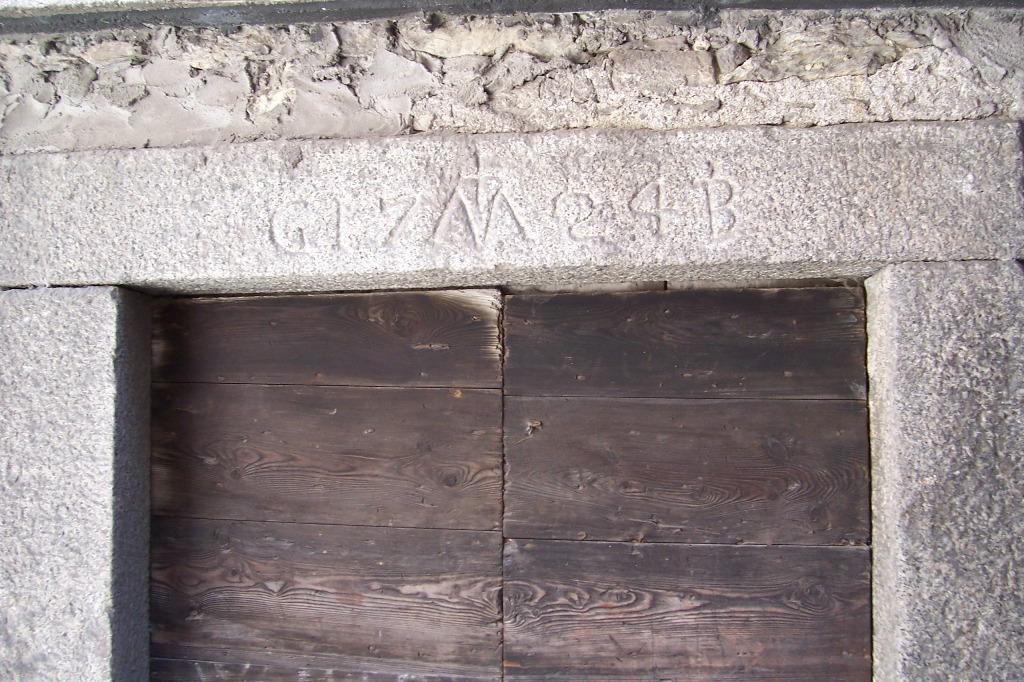
Particolare di portale (1724)
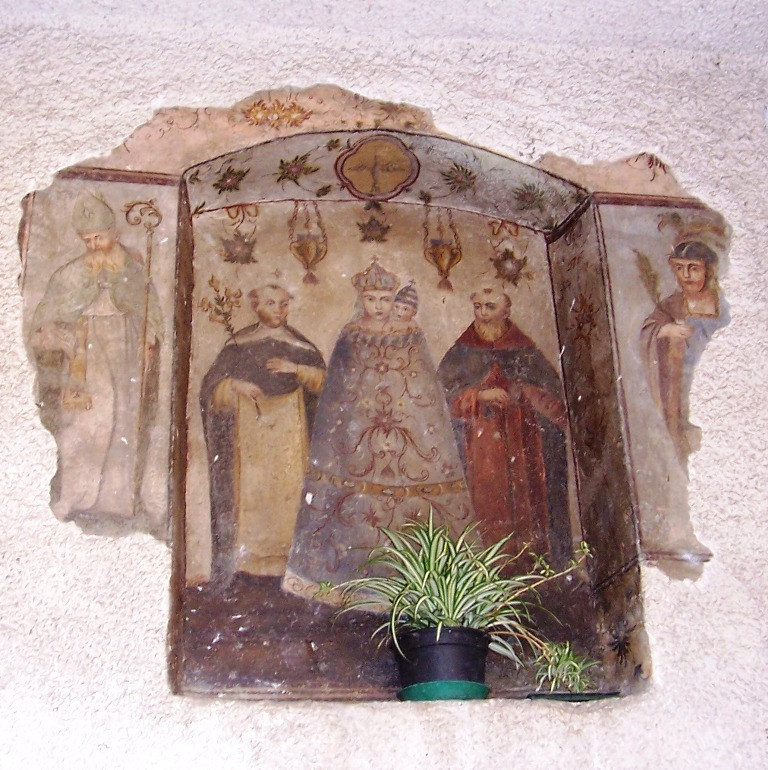
Affresco
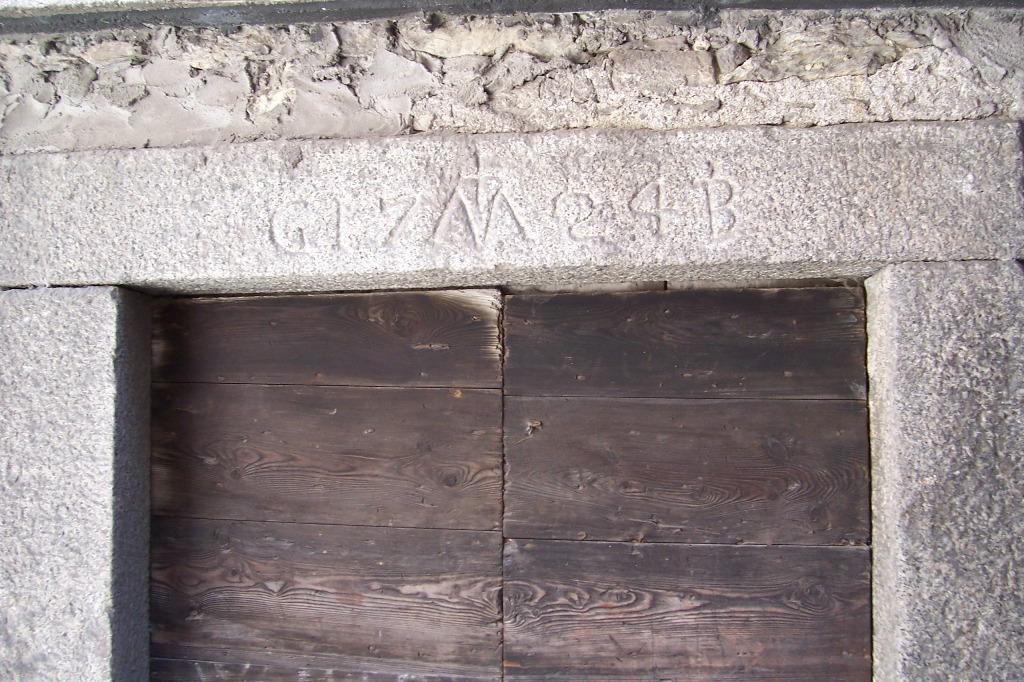
Portale
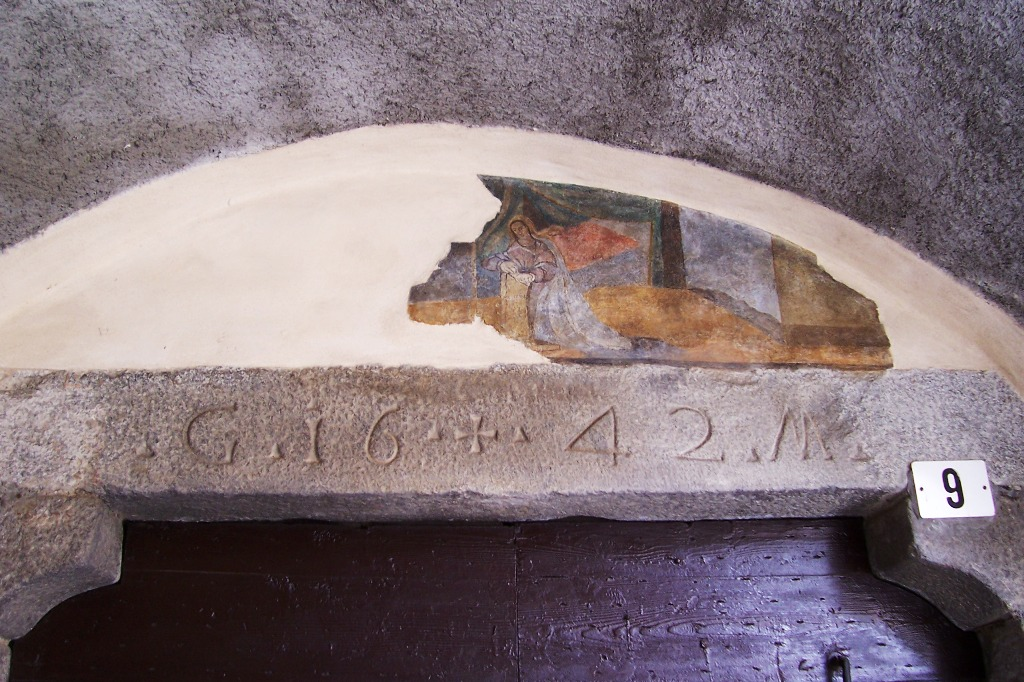
Portale
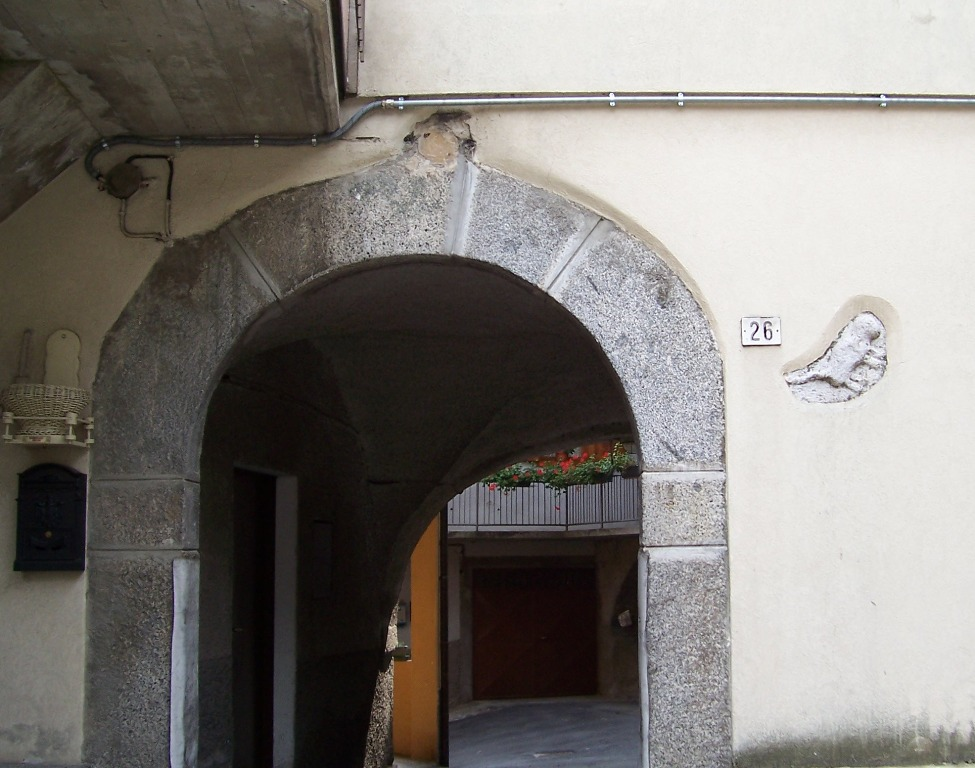
Portale
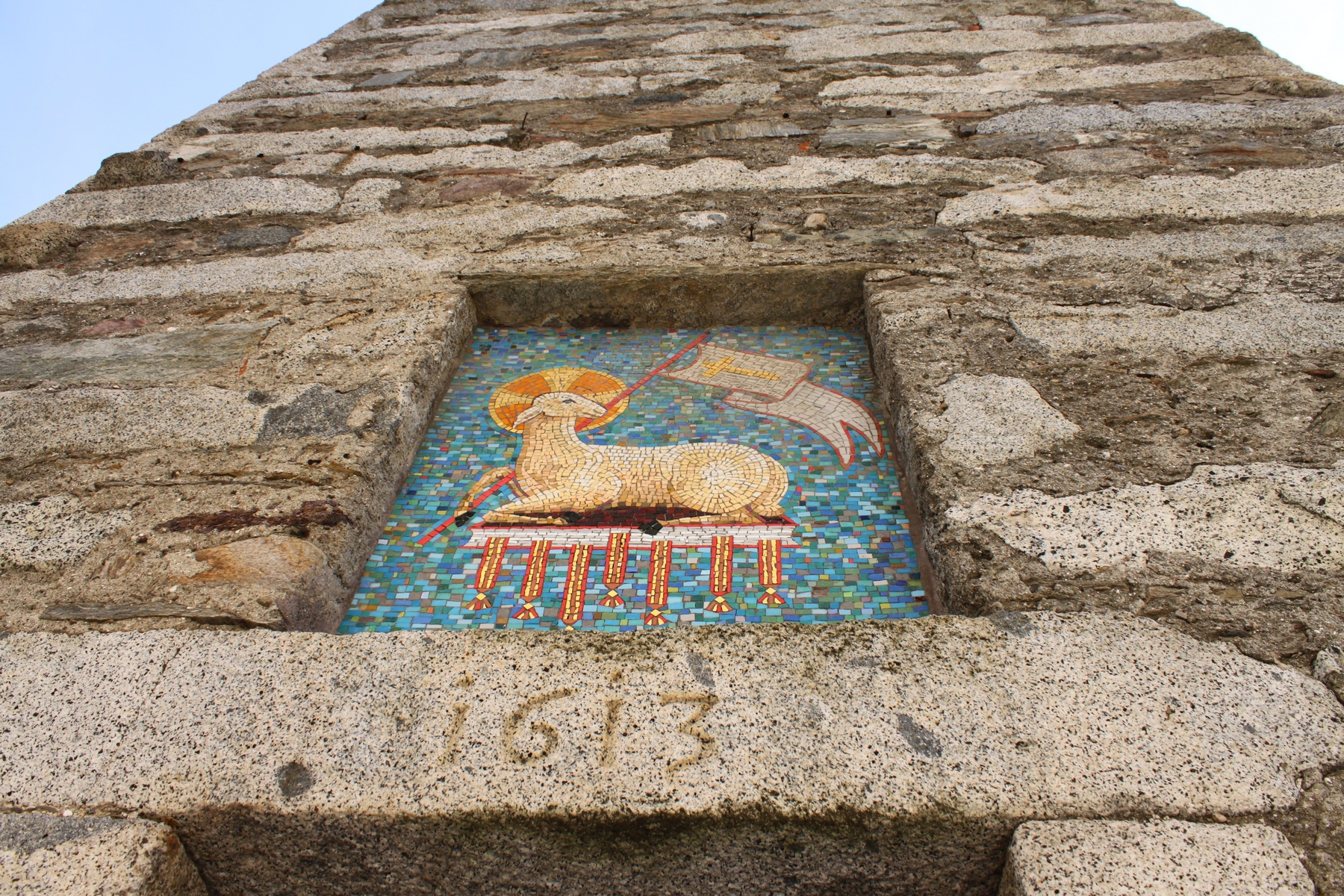
Mosaico
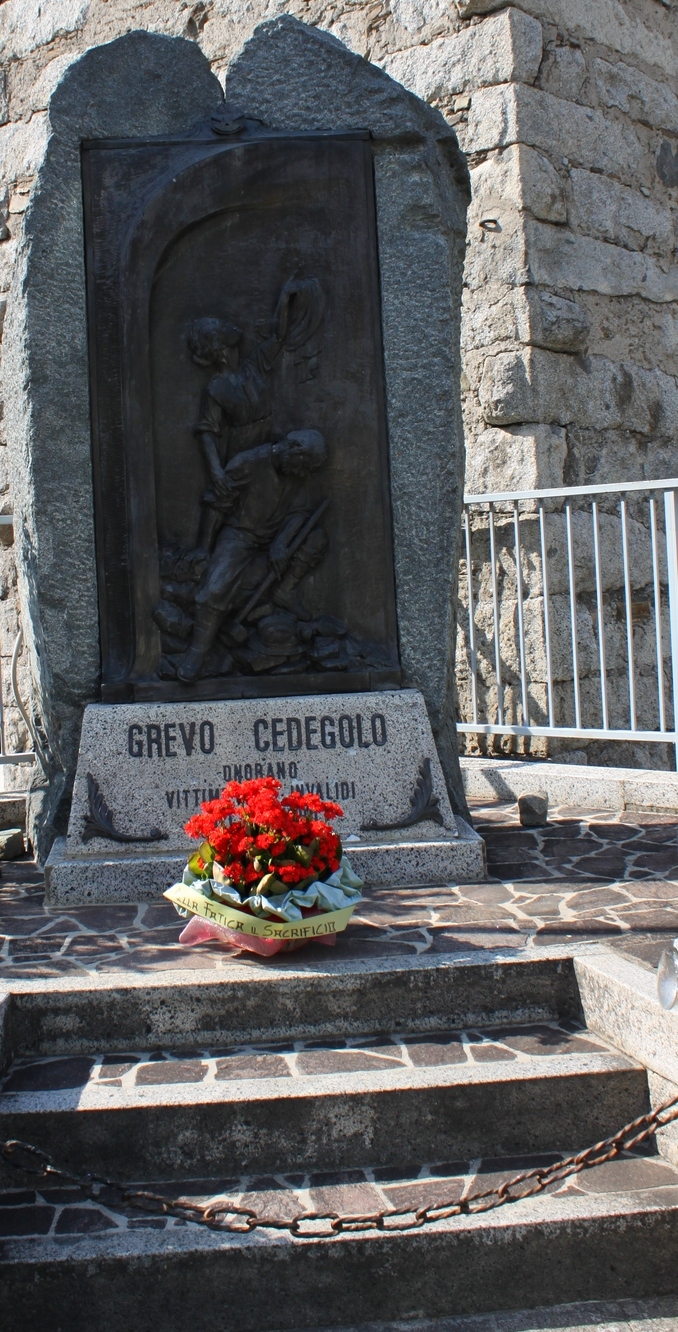
Monumento
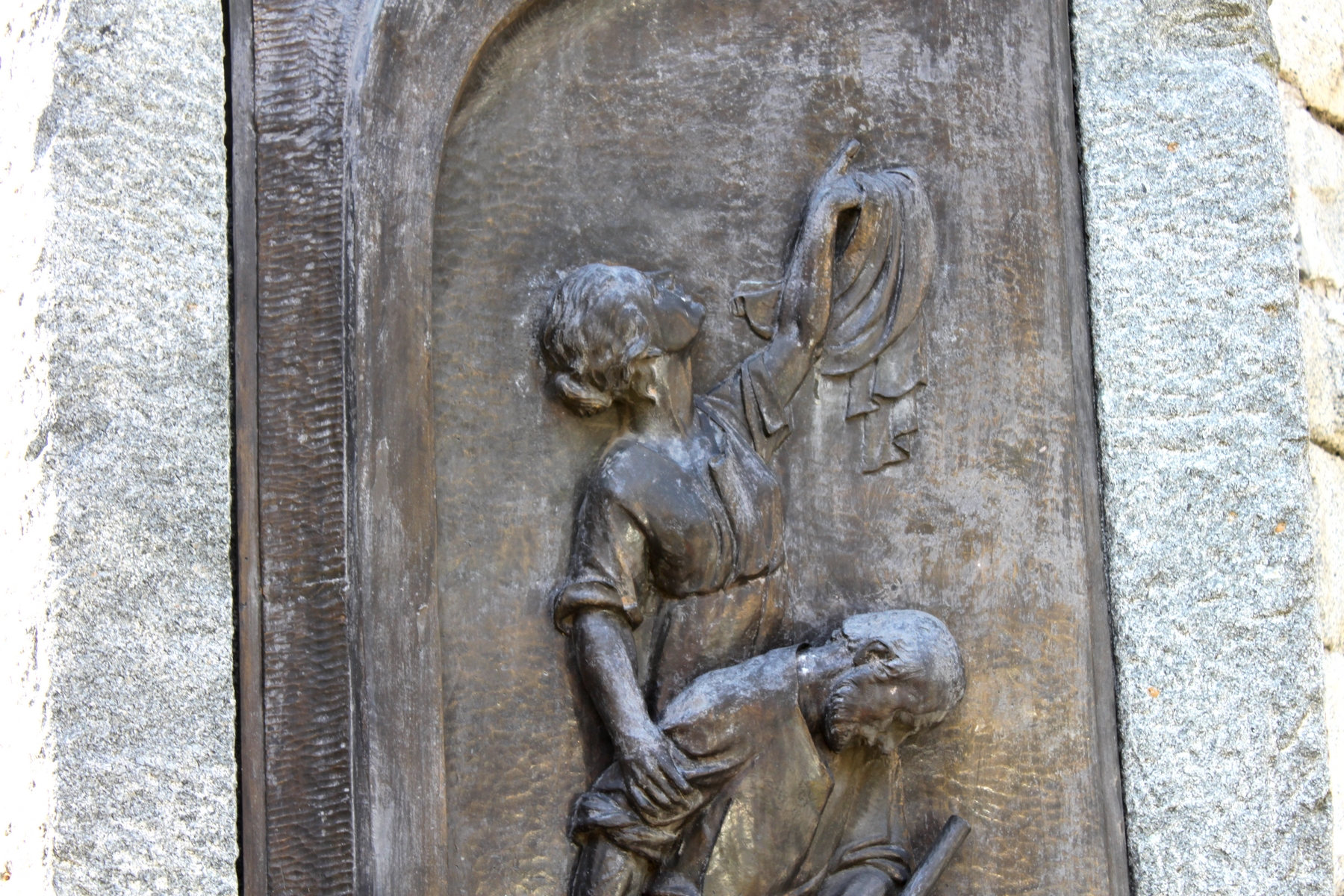
Particolare Monumento
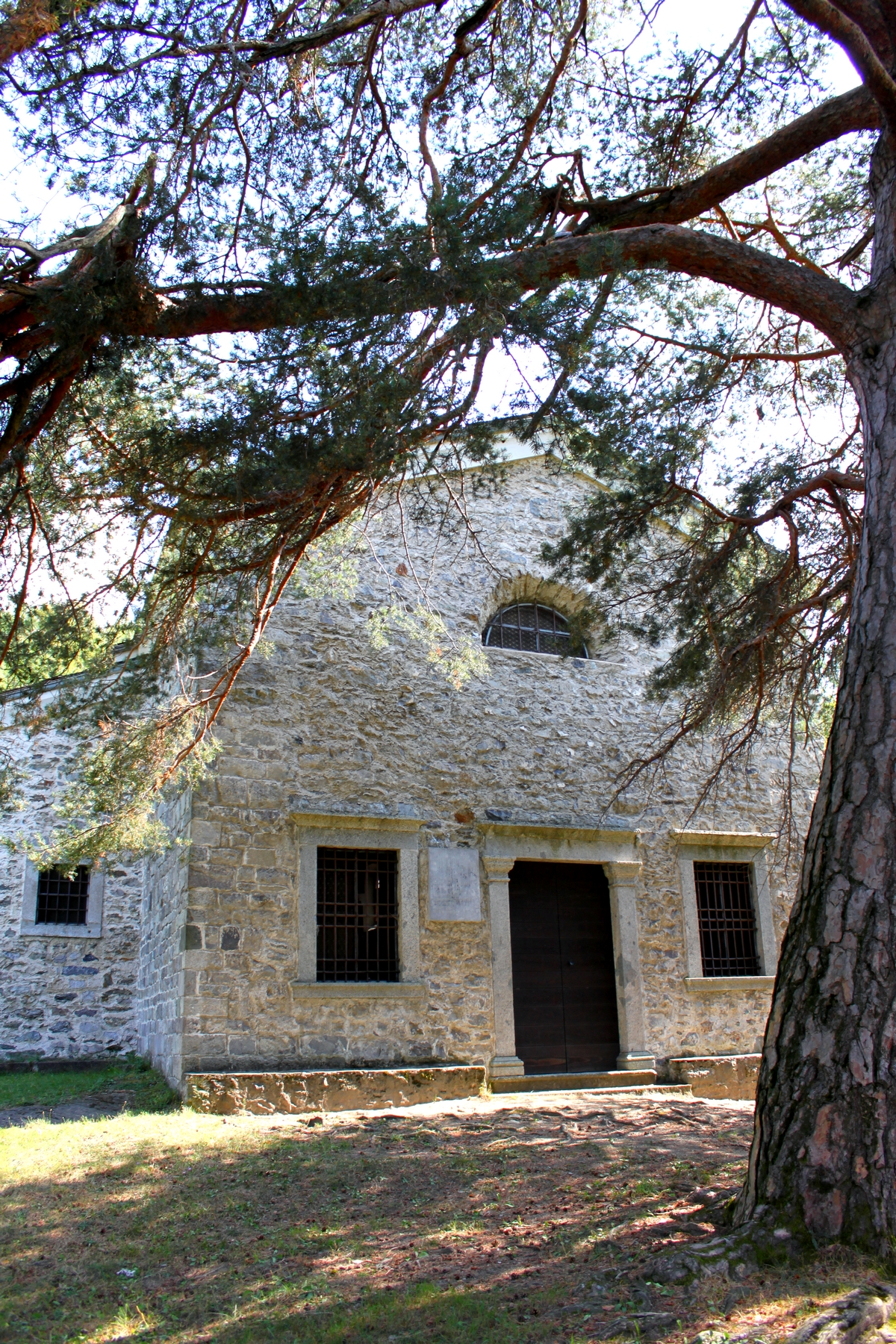
Chiesetta San Floriano